# Villargordo del Cabriel
Villargordo del Cabriel község Spanyolországban, Valencia tartományban. Villargordo del Cabriel Camporrobles, Fuenterrobles, Venta del Moro, Mira, Spain, Minglanilla és La Pesquera községekkel határos. Lakosainak száma 594 fő (2024).

## Népesség
A település népessége az utóbbi években az alábbiak szerint változott:
| Lakosok száma | 690  | 719  | 664  | 685  | 651  | 654  | 612  | 589  | 602  | 594  |
|               | 2001 | 2004 | 2007 | 2009 | 2012 | 2014 | 2017 | 2019 | 2022 | 2024 |